# NGC 2959
NGC 2959 је спирална галаксија у сазвежђу Велики медвед која се налази на NGC листи објеката дубоког неба.
Деклинација објекта је + 68° 35' 42" а ректасцензија 9h 45m 8,9s. Привидна величина (магнитуда) објекта NGC 2959 износи 12,9 а фотографска магнитуда 13,7. NGC 2959 је још познат и под ознакама UGC 5202, MCG 12-9-62, CGCG 332-61, KCPG 211A, IRAS 09409+6849, PGC 27939.